# Leevon PPK
 (juillet 2023).
Actualités
Le Leevon PPK, anciennement Saldus SS\Leevon est un club de football letton basé à Riga. Il évolue en Nakotnes Liga (D2).

## Histoire

### Historique

#### Genèse du club
En Lettonie, le football est un sport dont le professionnalisme et la popularité peine à s'affirmer tant le hockey sur glace et le basket-ball sont omniprésents. C'est dans ce cadre que de nombreuses associations lettones voient le jour pour inciter la population à s'intéresser au football.
Leevon est créé en juin 2013 à Saldus en tant qu'école de football sans équipe senior masculine. Le nom Leevon est choisi pour Livonie, ancienne région historique des pays baltes.

#### Football senior et deuxième division: 2019-2023
En 2019, la décision est prise d'ouvrir une section senior masculine. Cette dernière est engagée au plus bas et après un titre de champion de la zone Ouest de la  troisième division, le club accède à la deuxième division où l'équipe évolue depuis 2020.

#### Rachat du club, délocalisation et nouvelles ambitions (2023-)
En Novembre 2023, le club annonce un partenariat avec RicFit, l'entreprise d'un de ses propres joueurs : Éric Austin Friedlander qui n'est nul autre qu'un joueur du club. Ce dernier devient donc le nouveau propriétaire de l'équipe et annonce de nombreux changements pour ce dernier. D'abord, le club est délocalisé et prend place à Jūrmala. Le nom de l'équipe change également et devient le FA Jurmala. De grandes ambitions sont annoncés par le club,. Les équipes de jeunes et l'équipe réserve de l'institution resteront elles à Saldus. Cependant, le projet de Friedandler capote totalement et le FA Jurmala est dissout. Dans la foulée, Mari Landmanis annonce que Leevon fusionne avec le FK PPK et déménage à Riga. 

### Dates clés
- 2013 : création du club comme école de football
- 2019 : création de l'équipe senior masculine
- 2020 : accession en deuxième division

## Stade et infrastructures
Le club joue ses matchs au Saldus Pilsetas Stadions, un petit stade doté d'une seule tribune. Après le déménagement du club, l'équipe fanion évolue au Slokas Stadion de Jurmala.

## Personnalités du club

### Anciens joueurs

#### Meilleurs buteurs
9 buts : Rudolfs Muiznieks

### Entraîneurs
- Janvier 2020-décembre 2022 :  Maris Landmanis
- 1er février 2023 :  Bjorn Lipfert